# 2573 Хану Олави
2573 Хану Олави (енгл. 2573 Hannu Olavi) је астероид главног астероидног појаса са средњом удаљеношћу од Сунца која износи 3,014 астрономских јединица (АЈ).
Апсолутна магнитуда астероида је 11,4.
Астероид је 1953. године открио фински астроном Хејки Аликоски и дао му име по свом сину.